# Cryptocephalus flexuosus
Cryptocephalus flexuosus is een keversoort uit de familie bladkevers (Chrysomelidae). De wetenschappelijke naam van de soort werd in 1834 gepubliceerd door Krynicki.